# Danny Trevathan
(en) Statistiques sur pro-football-reference
Danny Trevathan, né le 24 mars 1990 à Youngstown, est un joueur américain de football américain.
Linebacker, il joue pour les Bears de Chicago en National Football League (NFL). Il a auparavant joué pour les Broncos de Denver (2012–2015) avec lesquels il a remporté le Super Bowl 50.